# Andrés Pico
Andrés Pico (18 de noviembre de 1810 - 14 de febrero de 1876) fue un ranchero exitoso mexicano quien sirvió como comandante militar durante la invasión estadounidense de México. Fue elegido para la asamblea estatal y como senador cuando California se convirtió en estado. Al mismo tiempo fue comisionado como brigadier general en la milicia estatal.

## Primeros años de vida
Andrés Pico nació en San Diego en la región de Las Californias de la Nueva España en 1810.  Sus padres fueron José María Pico y María Eustaquia López, de origen nativo americano, español y africano. Andrés Pico fue hermano menor de Pío Pico, quien trabajó brevemente como gobernador de Alta California.

## Ranchero
En 1845 bajo la ley de secularización de propiedades de la Iglesia católica, su hermano mayor, Pío Pico, le concedió a Andrés Pico y a su socio Juan Manso un contrato de arrendamiento de nueve años por las tierras de La Misión del Señor Fernando, Rey de España, las cuales abarcan casi por completo el Valle de San Fernando.  A los 35 años, siendo ranchero, Andrés Pico vivió en el Pueblo de Los Ángeles. Arreaba ganado e hizo de la Misión su rancho, teniendo como residencia la tierra llamada Rómulo Pico Adobe.
En 1846, para conseguir fondos para defenderse de la intervención estadounidense, el gobierno de Pío Pico vendió tierras secularizadas de la Misión. La Misión del Señor Fernando  fue vendida a Eulogio de Celis, quien estableció el Rancho Ex-Misión de San Fernando. Celis regresó a España, pero sus descendientes permanecieron en California. Bajo los términos de la secularización, la venta excluyó las instalaciones de la Misión y sus alrededores.

## Durante la Guerra México - Estados Unidos
Durante la Guerra México - Estados Unidos, Andrés Pico comandó la fuerza mexicana, “the California Lancers”, en Alta California. En 1846, Pico dirigió un ataque contra las fuerzas estadounidenses encabezadas por el general Stephen Watts Kearny en la Batalla de San Pascual, donde las tropas de Kearny sufrieron grandes pérdidas. En 1847, Andrés Pico fue elegido como gobernador de Alta California, sirviendo brevemente en oposición al gobierno provisional estadounidense establecido en 1846. El 13 de enero de 1847, preocupado porque el general Kearny podría ejecutarlo, Andrés Pico firmó el Tratado de Cahuenga con el teniente coronel estadounidense John C. Frémont. Este fue un arreglo informal entre fuerzas militares opuestas, con el cual terminó la intervención estadounidense en California. El hermano de Andrés, Pío Pico, fue el último oficial mexicano gobernador de la provincia. El general Andrés Pico fue uno de los signatarios del Tratado de Guadalupe Hidalgo de 1848, el cual cedió todo el territorio de la Alta California a los Estados Unidos.

## Actividad posterior
Después de que California se incorporó a Estados Unidos en 1850, Andrés Pico y otros residentes se volvieron ciudadanos estadounidenses con derechos legales y de voto. Permaneció en el nuevo estado de California. En 1853, Pico adquirió interés en el Rancho Ex-Misión San Fernando de Eulogio F. de Celis; se dividió a lo largo de lo que hoy es Roscoe Boulevard, con la tierra de Pico siendo la mitad sur del Valle de San Fernando hasta la Sierra de Santa Mónica.
Fue elegido para la Asamblea Estatal de California por Los Ángeles en 1851. Fue autor de lo que se conoce como el proyecto de ley Pico en febrero de 1859, para dividir California. El proyecto de ley proponía la creación del “Territorio del Colorado” de los condados del sur del estado. El proyecto de ley fue aprobado por ambas cámaras de legislatura estatal y fue firmado por el gobernador John B. Weller el 18 de abril de 1859. Aun estando aprobada, la división nunca se llevó a cabo porque el Congreso no actuó en el proyecto de ley.
En 1858 Pico fue comisionado brigadier general en la milicia de California. Además, fue elegido por la legislación estatal como senador estatal californiano de Los Ángeles en 1860. Estando endeudado, Andrés Pico vendió su parte del Rancho Ex-Misión San Fernando a su hermano Pío Pico en 1862. Se retiró como ranchero de California en Los Ángeles.
Pico nunca se casó pero adoptó a varios niños. Don Andrés Pico murió en Los Ángeles en 1876.

## Legado
- Su hogar, “Rómulo Pico Adobe”, es la residencia más vieja en el Valle de San Fernando.  Estando deteriorada por haber sido abandonada, fue restaurada por los nuevos propietarios en la década de 1930 y se le hizo una ampliación.[1][4] Operando actualmente como un museo, contiene archivos de la Sociedad Histórica del Valle de San Fernando.  Por ser identificada como una propiedad significativa en el Servicio de Edificios Históricos de Estados Unidos de 1935,[1] está enlistada en el Registro Nacional de Lugares Históricos de Los Ángeles y como Monumento Histórico Cultural de Los Ángeles.[5]

- La calle ”Pico Boulevard”, que va desde Santa Mónica al centro de Los Ángeles, es llamada así por su hermano Pío Pico, el exgobernador, pero también honra a la familia Pico.